# Torneo (programa de televisión)
Torneo fue un programa de televisión, emitido por La 1 de Televisión española entre 1975 y 1979.

## Formato
Con presentación de Daniel Vindel, comenzó emitiéndose la tarde del sábado aunque posteriormente se trasladó el horario a la mañana del mismo día, tras los programas más estrictamente infantiles (La guagua, El recreo). Se trataba de un programa destinado a la promoción del deporte entre niños y jóvenes. Rodado en exteriores, en instalaciones deportivas, cada semana se enfrentaban en competición equipos en representación de colegios de toda España. A diferencia de su predecesor Cesta y puntos no había preguntas de cultura general. Se centraba por el contrario en pruebas físicas de distintas disciplinas deportivas, desde atletismo a fútbol.
Entre los niños participantes hubo algunos que con el tiempo llegarían a convertirse en verdaderas figuras del deporte español, como Miguel Induráin, Rafael Martín Vázquez o Miguel Pardeza (quien publicaría una novela precisamente con el título de Torneo).